# Людина, яку я кохаю
«Людина, яку я кохаю» (рос. «Человек, которого я люблю») — радянський художній фільм 1966 року, знятий режисером Юлієм Карасиком на кіностудії «Мосфільм».

## Сюжет
Живуть разом в далекому місті Благовєщенську троє чоловіків — батько і два сини. Молодшому — Родьці — 15 років. Костя після закінчення інституту, став лікарем і задихається, як він вважає, від «сірості» оточення. А Родька потерпає через неможливість допомогти людям. У будинку з'являється молода жінка Саша, яку приводить Костя. З її появою все змінюється в сім'ї Муромцева.

## У ролях
- Георгій Жжонов — Євген Едуардович Муромцев, батько Кості і Родьки
- Євген Герасимов — Родька Муромцев
- Микола Мерзлікін — Костя Муромцев, лікар
- Тамара Сьоміна — Саша, подруга Кості, вчителька
- Алла Вітрук — Лігія, подруга Родьки
- Сергій Ваняшкин — Васька Плотников, друг Родьки
- Лідія Драновська — продавець взуттєвого відділу
- Віктор Уральський — пасажир

## Знімальна група
- Режисер — Юлій Карасик
- Сценаристи — Леонід Завальнюк, Юлій Карасик
- Оператор — Ера Савельєва
- Композитор — Юрій Левітін
- Художник — Олександр Мягков